# Liste des ambassadeurs de France au Liechtenstein
La représentation diplomatique de la République française auprès de la principauté du Liechtenstein est située à l'ambassade de France à Berne, capitale de la Suisse, et son ambassadrice est, depuis 2023, Marion Paradas.

## Représentation diplomatique de la France
La France n'a pas de représentation diplomatique permanente dans la principauté du Liechtenstein. Ce petit État, bien que souverain depuis son entrée dans la confédération du Rhin en 1806, n'a qu'un réseau diplomatique limité (ses seules ambassades sont situées en Allemagne, en Autriche, en Suisse, au Saint-Siège et aux États-Unis). C'est actuellement l'ambassadeur de France à Berne qui est accrédité auprès de la principauté. Dans le passé, c'était l'ambassadeur de France à Vienne.

## Ambassadeurs de France au Liechtenstein
| De   | À    | Ambassadeur                              | Résidence |
| ---- | ---- | ---------------------------------------- | --------- |
| 1992 | 1993 | François Plaisant                        | Berne     |
| 1993 | 1997 | Bernard Garcia                           | Berne     |
| 1997 | 2000 | André Gadaud                             | Berne     |
| 2000 | 2002 | Régis de Belenet                         | Berne     |
| 2002 | 2003 | Michel de Bonnecorse Benault de Lubières | Berne     |
| 2003 | 2006 | Jacques Rummelhardt                      | Berne     |
| 2006 | 2008 | Jean-Didier Roisin                       | Berne     |
| 2008 | 2009 | Joëlle Bourgois                          | Berne     |
| 2009 | 2013 | Alain Catta                              | Berne     |
| 2013 | 2014 | Michel Duclos                            | Berne     |
| 2014 | 2016 | René Roudaut                             | Berne     |
| 2016 | 2019 | Anne Paugam                              | Berne     |
| 2019 | 2023 | Frédéric Journès                         | Berne     |
| 2023 | auj. | Marion Paradas                           | Berne     |

## Consulats
Il existe un consul honoraire exerçant à Vaduz, capitale du Liechtenstein.